# Capela familiei Nemes din Hăghig
Capela familiei Nemes din Hăghig este un monument istoric aflat pe teritoriul satului Hăghig; comuna Hăghig.